# Festuca arenicola
Festuca arenicola là một loài thực vật có hoa trong họ Hòa thảo. Loài này được (Prodán) Soó mô tả khoa học đầu tiên năm 1973.